# NP3 Arena
L'Idrottsparken, noto come NP3 Arena dall'aprile 2018 per motivi di sponsorizzazione, è uno stadio di calcio situato a Sundsvall, in Svezia. Ospita principalmente le partite casalinghe del GIF Sundsvall. Dal 2006 al 2016 era stato denominato Norrporten Arena, sempre per motivi di sponsorizzazione.
La struttura è stata aperta per la prima volta il 6 agosto 1903, ed è stata denominata Sundsvalls idrottspark fino al 1º gennaio 2006 quando il suo nome fu cambiato in Norrporten Arena. La struttura era stata ceduta dal comune di Sundsvall all'azienda immobiliare Norrporten e ricostruita nel 2001-2002. A seguito dei lavori di ristrutturazione, la Norrporten Arena nel 2002 è diventata il primo stadio del campionato di Allsvenskan a dotarsi di un terreno in erba sintetica. Oggi può contenere 8 500 persone, di cui 8 000 a sedere. Al termine della stagione 2016, scaduto il contratto di sponsorizzazione con Norrporten, l'arena è tornata a chiamarsi semplicemente Idrottsparken.
Oltre al GIF Sundsvall, l'impianto è utilizzato anche dal Sundsvalls DFF (calcio femminile). L'IFK Sundsvall, società con un passato nella massima serie tra gli anni '70 e '80, vi aveva giocato in passato quando ancora il nome dello stadio era Sundsvalls idrottspark, ma oggi la squadra gioca nelle serie minori presso il Baldershovs IP.
Il record di pubblico risale al 15 ottobre 1961, quando 16 507 spettatori hanno assistito a GIF Sundsvall-Högadals IS (2-4), partita valida per il girone di qualificazione alla successiva Allsvenskan.